# Castell de Castelldans
Les ruïnes del Castell de Castelldans són situades al cim d'un tossal allargassat que domina pel nord el poble de Castelldans.

## Història
Les primeres mencions del castell de Castelldans es remunten al segle xi, en període andalusí, i el mostren com la fortalesa musulmana més important a l'est del riu Segre. Tot fa pensar que l'origen d'aquest castell cal situar-lo entre segle IX o X. La primera referència documental és del 1033, i hi apareix el «terminum castri de Asinis» com un límit fronterer del castell de Montclar. L'any 1094 com a afrontació del terme de Balaguer. L'any 1098, amb motiu de la consagració de l'església de Santa Maria, com a límit del terme de Guissona.
L'any 1120, l'alcaid de Lleida «ibn Hilal» cedí diverses fortaleses del districte de Lleida, entre elles la de Castelldans, al comte de Barcelona Ramon Berenguer III per aconseguir-ne la protecció. Ramon Berenguer atorgà a Guillem Dalmau de Cervera les dues terceres parts en feu del castell de Castelldans, i el comte se'n reservà l'altra part. En el testament sacramental de Guillem Dalmau de Cervera de l'any 1133 llegà el castell de Castelldans al seu fill Guillem. Finalment, l'any 1178, el rei Alfons I el Cast atorgà la senyoria eminent del Castell a Guillem de Cervera. D'aquest conveni amb la corona en pervingué la repoblació de Castelldans pels Templers de Gardeny.

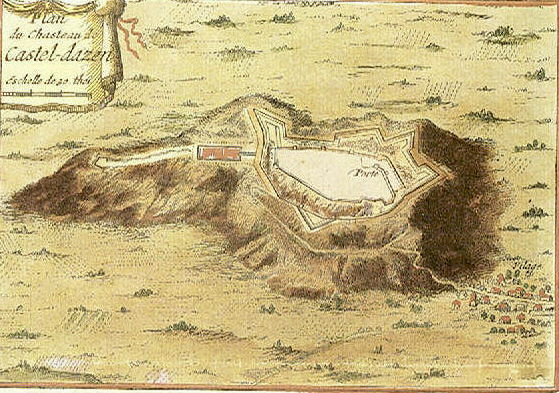
Planimetria feta per Sébastien Beaulieu

Al principi del segle xiv, es documenten com a senyors del castell de Castelldans, Lluís Cornell (1358) i a la segona meitat del segle xiv els comtes del Pallars (Jaume Roger de Pallars, Jaume de Pallars). L'any 1412 el monestir cartoixà d'Escaladei comprà el castell de Castelldans i en conservà la senyoria fins a la fi de l'antic règim. Durant la segona meitat del segle xvi, el castell de Castelldans serví de refugi a bandolers tot i els esforços dels cartoixans per fer-los fora. Durant la guerra dels Segadors, la fortalesa antiga s'encerclà d'una nova muralla seguint l'arquitectura militar francesa del moment segons es mostra en el gravat i la planta fetes per Beaulieu (1644). La mateixa funció defensiva tingué en la guerra de Successió (1705-07), la guerra del Francès (1809) i la primera guerra Carlina.

## Arquitectura
Al bell mig del cim es conserven dues cisternes de planta rectangular i d'obra de maçoneria encofrada, una de les quals conserva la coberta en volta de canó, que es troben afectades per la construcció d'un búnquer i un niu de metralladores realitzats durant la Guerra Civil (1936-1939). Al cim també es poden observar diversos murs realitzats amb grans carreus que correspondrien a restes de dependències del castell i del seu sistema defensiu En l'extrem més oriental de la superfície del tossal, hi ha un paviment de còdols que forma una decoració de cercles concèntrics i altres motius geomètrics que defineixen un gran element floral.
Al vessant nord també es documenten estructures perimetrals de la fortalesa les quals semblen adaptar-se al coster. S'hi observen els fonaments de dos torres massisses de planta quadrada d'uns 3,75 m per 1,25 m i les restes de la base d'una tercera torre, molt deteriorada. L'accés al recinte castral es realitzava vora de la torre nord-oriental. Els dos tipus d'obra constructiva ben diferenciada (un mòdul de carreus més petits i disposats a través sobre un mòdul de carreus quadrangulars, més grans i disposats a llarg i través) ha estat interpretada com l'evidència de les remodelacions realitzades en època feudal sobre les construccions originàries d'època andalusina.
En el vessant oriental es troben les ruïnes de tres antics edificis contigus que conserven part dels seus murs perimetrals. Es fonamenten en la roca natural es troben construïts bàsicament amb pedres ben escairades, possiblement procedents de les dependències de l'antic castell. L'element més destacat és una estança realitzada a l'interior de la roca excavada dotada de petits armaris, piques i altres estructures, també realitzades sobre el suport geològic.
Solament pel tipus d'aparell i les diverses tècniques constructives (carreus quadrats, carreus disposat de llarg i través, encofrats, etc.), així com les restes de materials ceràmics (comunes oxidades, vidrats, manganès, etc.) ja es pot assegurar una ocupació iniciada en època andalusí, la construcció de la qual data entre els segles IX i X, i finalitzada durant el segle xix. Ha estat possible la identificació de part de l'estructura exterior de la fortificació andalusina. Les obres fetes amb encofrats cal situar-les al segle xiv. En el gravat realitzat per Beaulieu el segle xvii es veu la fortificació medieval i els baluards construïts a l'època.